# 蘭納河
蘭納河（烏克蘭語：Ланна），是烏克蘭的河流，位於該國中部，屬於奧爾奇克河的左支流，屬於皮先卡河的左支流，發源自新謝利夫卡以北，流經哈爾科夫州和波爾塔瓦州，河道全長32公里，流域面積257平方公里。